# Orthogonalisation simultanée
La méthode de Gauss construit une base orthogonale pour une forme quadratique donnée sur un espace vectoriel réel de dimension finie. Le théorème montre l'existence d'une base orthogonale en même temps pour deux formes quadratiques dont l'une est issue d'un produit scalaire.

## Orthogonalisation simultanée dans le cas euclidien
Théorème — Soit E un espace euclidien. Si q est une forme quadratique sur E, alors il existe une base orthonormée pour le produit scalaire et orthogonale pour q.

## Applications
Une conique à centre a des axes de symétrie orthogonaux.

## Note et référence
1. ↑  Michèle Audin, Géométrie, EDP Sciences, 2006, 3e éd., 428 p. (ISBN 978-2-7598-0180-0, lire en ligne), p. 271-272 et 266.